# Белт-Крик
Белт-Крик (англ. Belt Creek — Ручей-Пояс (Поясной, Опоясывающий)) — река на западе Монтаны (США), правый приток Миссури, длина 129 км.
Берёт начало в Национальном лесу Льюиса и Кларка, к северу от горы Биг-Болди-Маунтин (англ. Big Baldy Mountain), в горах Литл-Белт, на западе округа Джудит-Бэйсин.
Вначале течёт на северо-запад через гористые каньоны мимо города Монарк, затем на север мимо деревни Армингтон и города Белт.
Впадает в Миссури приблизительно в 25 км к северо-западу от города Грейт-Фолс.
Протекает по территории округов Джудит-Бэйсин, Каскейд и Чото штата Монтана.